# Batman: Arkham Shadow
Batman: Arkham Shadow es un videojuego de acción y aventura desarrollado por Camouflaj y publicado por Oculus Studios. Es el segundo juego de realidad virtual de la serie Batman: Arkham (tras Batman: Arkham VR) y una secuela narrativa de Batman: Arkham Origins y Batman: Arkham Origins Blackgate (2013). Ambientada seis meses después de los acontecimientos de Origins, la historia del juego sigue a un Batman más joven y menos experimentado que intenta impedir que el misterioso Rat King destruya Gotham City el 4 de julio, y muestra su transición de justiciero violento y vengativo a símbolo de esperanza. "Arkham Shadow" se lanzó para Meta Quest 3 y Meta Quest 3S el 21 de octubre de 2024, con críticas mayoritariamente positivas.

## Jugabilidad
Batman: Arkham Shadow es un videojuego de acción y aventura que se juega desde una perspectiva en primera persona. En él, el jugador asume el control de Batman, quien debe impedir que un nuevo villano llamado el Rey Rata desate el caos en Ciudad Gótica. El combate rítmico y fluido de los anteriores juegos de Arkham regresa en Shadow, permitiendo a Batman atacar, aturdir y contraatacar. La combinación de estas tres habilidades principales permite a Batman seguir atacando mientras se mueve entre los enemigos y evita ser atacado. Las secciones de depredadores sigilosos también están de vuelta. Batman puede activar la Visión Detective para identificar la ubicación y los patrones de patrullaje de todos los enemigos en una zona, y puede usar tácticas de sigilo como derribos silenciosos, derribos invertidos y esconderse en rejas contra enemigos armados. También cuenta con un amplio arsenal de herramientas, como bombas de humo y batarangs, para facilitar el combate.
La estructura del juego es similar a la de Batman: Arkham Asylum (2009), donde Batman explora una serie de espacios amplios pero reducidos. Batman puede planear desde las alturas usando su capa y usar su pistola de agarre para trepar a cornisas más altas. A medida que los jugadores progresan, obtienen nuevos dispositivos y herramientas que les permiten llegar a zonas antes inaccesibles.

## Sinopsis

### Ambientación y personajes
Ambientado seis meses después de los eventos de Batman: Arkham Origins y tres meses después de los eventos de Batman: Arkham Origins Blackgate (2013), el juego sigue a un joven pero seguro de sí mismo Batman (Roger Craig Smith) que debe evitar que el Rey Rata ejecute a funcionarios públicos como el fiscal de distrito Harvey Dent (Troy Baker) y el comisario de policía Jim Gordon (Mark Rolston) y desate el caos en Gotham City el Cuatro de Julio. Entre los aliados de Batman se encuentran su fiel mayordomo Alfred Pennyworth (Martin Jarvis), la filántropa Leslie Thompkins (Mara Junot), el gerente de Wayne Enterprises Lucius Fox (Dave Fennoy) y la hija de Gordon, Barbara Gordon (Chelsea Kane). Dick Grayson (Josh Keaton) también hace un breve cameo en la escena poscréditos.
El juego se desarrolla principalmente en la Penitenciaría Blackgate, dirigida por el Dr. Jonathan Crane (Elijah Wood), la Dra. Harleen Quinzel]] (Tara Strong) y el jefe de seguridad de TYGER, Lyle Bolton (Earl Baylon). Entre los prisioneros se encuentran el jefe criminal Carmine Falcone (Darin De Paul), el Joker (Baker), Joe Chill (Armin Shimerman), Ratcatcher (Khary Payton), Killer Croc (Payton), Arnold Wesker (Dwight Schultz), Ferris Boyle (Stephen Tobolowsky), Bronze Tiger (Zeno Robinson), Black Mask (Brian Bloom), Deadshot (Chris Cox), Firefly (Crispin Freeman), Bane (DC Comics)|Bane]] (Fred Tatasciore) y Deathstroke (Rolston).
Varios personajes secundarios, incluidos Boone Carver / Shrike (Rick Gomez), Vicki Vale (Ali Hillis), Andrea Beaumont (Amber Hood), Thomas Wayne (Andrew Morgado), Martha Wayne (Salli Saffioti), Selina Kyle (Chantelle Barry), Vic Sage (David Dastmalchian), Penguin (Nolan North), Sal Maroni (Baker), Jack Ryder (James Horan), Anarky (Matthew Mercer), The Riddler (Wally Wingert) y Gray Ghost (Smith) también aparecen en el juego.

### Trama
El Día de la Independencia, un movimiento liderado por el Rey Rata busca destruir Ciudad Gótica. Batman salva a varios policías de ser rehenes de las Ratas en las alcantarillas, aunque uno de ellos muere. Batman también descubre que el Rey Rata planea un ataque conocido como el "Día de la Ira". En la sede del DPGC, Batman se reúne con el comisionado Jim Gordon y el fiscal de distrito Harvey Dent para hablar sobre el Rey Rata. Tras la marcha de Dent, un francotirador intenta dispararle a Gordon y Batman lo persigue. Batman identifica al tirador como Shrike y descubre que planea exhibir propaganda del Rey Rata en el Teatro Monarca. Shrike intenta matar a Dent, pero es derrotado y se suicida. Ante la creencia generalizada de que asesinó a Shrike, Batman asume la identidad de Matches Malone para infiltrarse en la Penitenciaría Blackgate y descubrir la identidad del Rey Rata. En Blackgate, Malone descubre que la seguridad de la prisión está a cargo de TYGER empresa militar privada, dirigida por Lyle Bolton, quien desprecia a los criminales y suele maltratar a los prisioneros. Durante varios días, Malone se relaciona con otros reclusos durante el día, mientras que por la noche se disfraza de Batman para investigar. Malone conoce a Takeo Yamashiro, quien lo interroga y lo lleva a conocer al jefe mafioso encarcelado Carmine Falcone. Malone también asiste a sesiones de terapia con Jonathan Crane y Harleen Quinzel, durante las cuales Quinzel sospecha de Crane.
Malone deduce que Falcone podría tener información sobre el Rey Rata e intenta rastrearlo sin éxito. Al día siguiente, Bolton golpea a Falcone frente a los prisioneros y reta a uno de ellos a defenderlo. Malone derrota a Bolton, pero es puesto en aislamiento junto al Joker, quien lo reconoce como Batman. Tras ser liberado por Falcone, Malone presencia las disputas entre Quinzel y Crane e investiga a este último. Tras rescatar a Quinzel de TYGER, Batman descubre que Crane ha estado experimentando con alucinógenos en sus pacientes.
Al regresar a su celda como Malone, es arrastrado violentamente a una sala de interrogatorios donde Gordon y Dent lo esperan. Le revelan a Malone que Yamashiro ha desaparecido y que su verdadero nombre era Chris Nakano, un policía encubierto. Gordon y Dent afirman que el cuerpo de Nakano ha desaparecido y creen que Malone lo mató, mientras Malone afirma su inocencia. En la audiencia del día siguiente, Crane intenta drogar a Malone con la toxina del miedo, pero la tira, salpicando el rostro de Dent y desfigurándolo. Creyendo que Malone lo atacó intencionalmente, Dent jura venganza mientras está hospitalizado.
De vuelta a Blackgate, Malone es encerrado en una cámara de gas por Bolton, quien ha decidido matarlo usando el ataque a Dent como pretexto. Escapa con la ayuda de las Ratas, quienes creen que Malone es el Rey Rata. Batman sube a una nave con muchos reclusos esperando en celdas, entre ellos Nakano, y descubre que el Día de la Ira es un ataque contra el DPGC y que el Rey Rata es una personalidad alternativa de Dent. Tras estrellarse la nave contra el edificio del DPGC, Batman encuentra a Dent apuntándole con una pistola a Joe Chill, uno de los reclusos con los que se hizo amigo como Malone. Dent revela que Joe es el asesino de los padres de Bruce Wayne e intenta ejecutarlo, pero Batman lo detiene desenmascarándose como Bruce. Mientras Chill se marcha tras disculparse, Dent intenta asimilar la doble vida de su amigo e intenta saltar del edificio, pero Bruce lo salva. Tras el incidente, se presume que Malone es el Rey Rata y sigue prófugo, mientras Leslie Thompkins trata a Dent por su trastorno de identidad disociativo. Aunque Dent aparentemente no recuerda sus acciones como el Rey Rata, incluyendo la revelación de la identidad de Batman, la personalidad alternativa le dice a Bruce: «este es nuestro comienzo». Durante los créditos, Thompkins le informa a Bruce que ha encontrado a una antigua Rata por la que había estado preguntando y le sugiere que lo visite.
Chill regresa a Blackgate por su propia voluntad. Bolton es acusado y él, junto con todos los miembros de TYGER, son destituidos de sus cargos en Blackgate por el abuso violento de los prisioneros y por ayudar a las Ratas. En una escena postcréditos, Bruce llega al antiguo apartamento de Shrike para ayudar a Dick Grayson, la antigua Rata de la que habló Thompkins, a terminar de empacar, ya que lo adopta como su pupilo. Al marcharse, Dick lamenta la pérdida de Shrike, pero admite que no pudo ser salvado. Sin embargo, Bruce le asegura que todos pueden ser salvados, algo con lo que Dick está totalmente de acuerdo.

## Desarrollo
Camouflaj, desarrollador de Iron Man VR (2020) y République (2016), dirigió el desarrollo del juego. Tras el lanzamiento de Iron Man VR en 2020, Meta Platforms contactó con Camouflaj para desarrollar un nuevo proyecto con mayor presupuesto y alcance. Camouflaj comenzó a presentar un juego de Batman a Warner Bros. y DC Comics durante seis meses, convenciéndolos de dar luz verde al proyecto tras mostrar dos prototipos de jugabilidad que mostraban el combate y la transversalidad del juego. El desarrollo del juego duró aproximadamente cuatro años. Varios empleados de Rocksteady Studios, el creador original de la franquicia, también se unieron al estudio para ayudar al equipo. Camouflaj anunció "Arkham Shadow" como su juego más grande hasta la fecha, con una duración total entre la de "Iron Man VR" y "Arkham Asylum".
El equipo eligió al Rey Rata como villano porque buscaban un antagonista desconocido para los fans de la franquicia. Querían aprovechar la oportunidad para crear una historia original sin verse limitados por los eventos de la serie Arkham. El personaje es independiente del  Ratcatcher, aunque el equipo afirmó que tendrá un papel importante en el juego. Inspirado por Half Life: Alyx (2020), el equipo se esforzó por garantizar una transición fluida entre la jugabilidad y las cinemáticas. A partir de los comentarios de los jugadores de Iron Man VR, el equipo dedicó tiempo a asegurar un mejor ritmo en los combates para que los jugadores no se cansaran fácilmente. Para el combate, el equipo intentó recrear el sistema fluido de los juegos anteriores de Batman, implementando controles basados en gestos, inspirados en Beat Saber (2019) y Superhot VR (2016). Arkham Asylum también sirvió como una inspiración importante para el equipo, influyendo en la estructura, el combate y el alcance general de Shadow.
En una entrevista, se le preguntó a Ryan Payton, fundador y director del estudio Camouflaj, si habría una secuela de "Batman: Arkham Shadow". Su respuesta fue: "esperamos que sea muy fácil para los líderes de Meta y Warner Brothers darnos el impulso para hacer una secuela... [Y] nos encantaría hacerlo". Aunque no está confirmado, es probable.
"Arkham Shadow" se anunció oficialmente en mayo de 2024. El editor Oculus Studios lanzó el juego para Meta Quest 3 y Meta Quest 3S en octubre de 2024 y se incluyó de forma gratuita con la compra de nuevos auriculares hasta el 30 de abril de 2025.

## Recepción
Batman: Arkham Shadow recibió críticas generalmente favorables, según el agregador de reseñas Metacritic.
Dan Stapleton, de IGN, le dio al juego una puntuación de 8 sobre 10, elogiando la adaptación de la franquicia Batman: Arkham al formato de realidad virtual. Stapleton destacó el sistema de combate del juego y sus diferencias con los juegos principales. Lo calificó de "sorprendentemente bueno" e "interesante", aunque criticó las secciones de sigilo por sus controles, así como los errores y las peleas con jefes finales, la mayoría de los cuales calificó de "poco memorables". Elogió la fidelidad del juego, calificándolo como "el juego exclusivo de [Meta] Quest con mejor aspecto que he jugado".

### Premios y reconocimientos
| Año  | Premio                            | Categoría                                                                              | Resultado            | Ref.          |
| ---- | --------------------------------- | -------------------------------------------------------------------------------------- | -------------------- | ------------- |
| 2024 | The Game Awards 2024              | El mejor juego de AR/VR                                                                |                      | [ 19 ]        |
| 2025 | New York Game Awards 2024         | Coney Island Dreamland Award por El mejor juego de AR/VR                               |                      | [ 20 ]        |
| 2025 | 28th Annual D.I.C.E. Awards       | Action Game of the Year                                                                |                      | [ 21 ] [ 22 ] |
| 2025 | 28th Annual D.I.C.E. Awards       | Immersive Reality Game of the Year                                                     |                      | [ 21 ] [ 22 ] |
| 2025 | 28th Annual D.I.C.E. Awards       | Immersive Reality Technical Achievement                                                |                      | [ 21 ] [ 22 ] |
| 2025 | 28th Annual D.I.C.E. Awards       | Outstanding Technical Achievement                                                      |                      | [ 21 ] [ 22 ] |
| 2025 | 21st British Academy Games Awards | Technical Achievement                                                                  | Plantilla:Longlisted | [ 23 ]        |
| 2025 | 21st British Academy Games Awards | Performer in a Leading Role (Roger Craig Smith as Batman, Bruce Wayne, Matches Malone) | Plantilla:Longlisted | [ 23 ]        |
| 2025 | 21st British Academy Games Awards | Performer in a Supporting Role (Troy Baker as Harvey Dent, Rat King, Two-Face, Joker)  | Plantilla:Longlisted | [ 23 ]        |